# Південне Давао
Південне Давао (себ.: Habagatang Dabaw) — провінція Філіппін у регіоні Давао на острові Мінданао. Адміністративним центром є місто Дігос. Провінція Південне Давао межує з містом Давао на півночі, провінціями Сарангані і Західне Давао — на півдні, провінціями Котабато, Султанат-Кударат, Південний Котабато — на заході. На сході омивається водами затоки Давао.

## Географія
Площа провінції становить 2 163,98 км2. Південне Давао займає південно-західну частину регіону Давао на острові Мінданао. Рельєф провінції різноманітний. Тут є багато піщаних пляжів, рівнин та долин, тропічних лісів, боліт, пагорбів і гір, включаючи найвищу вершину Філіппін, гору Апо, висота якої становить 2954 метри над рівнем моря.

### Адміністративний поділ
Південне Давао поділяється на 9 муніципалітетів та одне незалежне місто.

### Клімат
Провінція має м'який клімат. Через топографічні характеристики та географічне положення рідко бувають тайфуни. Немає яскраво вираженого волого або сухого сезону. Найхолодніші місяці - з листопада по лютий, середня температура 25 °C. Протягом найтепліших місяців з березня по травень температура в середньому 32 °C.

## Демографія
Згідно перепису 2015 року населення провінції становило 632 588 осіб. Південне Давао - етнічне поєднання мінданоанських, вісайських, тагальських, китайських, японських та іспанських переселенців з багатьма корінними племенами, розкиданими по всій провінції. Основною розмовною мовою є себуанська. Також поширені філіппінська та англійська мови.